# José Feliciano
José Feliciano (Lares, 10 september 1945) is een Puerto Ricaanse zanger. Door zijn aangeboren glaucoom is hij vanaf zijn geboorte blind. Hij heeft vele internationale hits gehad, waarvan Feliz Navidad een van de bekendste is.

## Biografie
Feliciano was vanaf zijn derde jaar al met muziek bezig. Toen hij vijf was, verhuisde zijn familie naar Harlem (New York). Hij bespeelde verschillende instrumenten, waaronder de accordeon, maar hij wilde graag gitaar leren spelen. Daarom sloot hij zich soms 14 uur per dag op in zijn kamer om naar rockalbums uit de jaren vijftig te luisteren.
Op zijn zeventiende stopte Feliciano met school om in nachtclubs te spelen. Dit was om zijn familie te onderhouden. In hetzelfde jaar sleepte hij in Detroit zijn eerste professionele contract binnen.
In 1967 schreef Feliciano het nummer No Dogs Allowed naar aanleiding van de weigering zijn blindengeleidehond toe te laten tot het Verenigd Koninkrijk, waar hij een optreden zou geven. De strenge quarantainemaatregelen van die tijd waren ingesteld uit vrees voor hondsdolheid. De live-versie van het lied werd in 1970 een hit. Tijdens datzelfde verblijf in de zomer van 1967 in Engeland gaf hij ook een liveoptreden aan boord van het zendschip Laissez Faire van piratenzender Britain Radio. In 1971 scoorde hij zijn grootste hit in Nederland: Che sarà stond één week op de nummer 1-positie in de Daverende Dertig op Hilversum 3. In de Nederlandse Top 40 werd de 2e positie bereikt.
Op 17 april 2014 verscheen het bericht in de media dat Feliciano zou zijn omgekomen bij een auto-ongeluk. Het bleek echter te gaan om salsazanger en -componist Jose Luis 'Cheo' Feliciano. Deze kwam ook uit Puerto Rico, maar was tien jaar ouder dan José.

## Persoonlijk
Feliciano is twee keer getrouwd geweest. Hij en zijn eerste vrouw, Janna Pérez (1945-2018), scheidden in 1978. In 1971 had Ernie Harwell Feliciano voorgesteld aan Susan Omillian (1954), een jonge kunststudente uit Detroit, Verenigde Staten. Harwell en Omillian ontmoetten elkaar voor het eerst in 1968. Feliciano en Omillian hadden 11 jaar een relatie voordat ze in 1982 trouwden. Het echtpaar heeft twee zonen en één dochter en woont in Weston, Connecticut in de Verenigde Staten.

## Hitnoteringen

### Studioalbums
| Album met eventuele hitnotering(en) in de Nederlandse Album Top 100 | Datum van verschijnen | Datum van binnenkomst | Hoogste positie | Aantal weken | Opmerkingen |
| ------------------------------------------------------------------- | --------------------- | --------------------- | --------------- | ------------ | ----------- |
| 10 to 23                                                            | 1969                  | 04-10-1969            | 10              | 8            |             |
| Alive-Alive-O!                                                      | 1970                  | 07-03-1970            | 1               | 11           |             |
| Portrait                                                            | 1985                  | 28-09-1985            | 37              | 4            |             |

### Nederlandse Top 40
| Single met eventuele hitnotering(en) in de Nederlandse Top 40 | Datum van verschijnen | Datum van binnenkomst | Hoogste positie | Aantal weken | Opmerkingen                                                          |
| ------------------------------------------------------------- | --------------------- | --------------------- | --------------- | ------------ | -------------------------------------------------------------------- |
| Light My Fire                                                 | 1968                  | 07-09-1968            | 24              | 8            |                                                                      |
| The Windmills of Your Mind                                    | 1969                  | 11-10-1969            | 13              | 10           | #11 in de Hilversum 3 Top 30                                         |
| No Dogs Allowed                                               | 1970                  | 07-03-1970            | 6               | 8            | #6 in de Hilversum 3 Top 30                                          |
| Che sará                                                      | 1971                  | 29-05-1971            | 2               | 12           | #1 in de Daverende 30                                                |
| Ponte a cantar                                                | 1988                  | 04-06-1988            | 13              | 8            | #19 in de Nationale Hitparade Top 100 / Veronica Alarmschijf Radio 3 |

### Evergreen Top 1000
| Evergreen Top 1000 "Loving Her Was Easier" | Evergreen Top 1000 "Loving Her Was Easier" | Evergreen Top 1000 "Loving Her Was Easier" | Evergreen Top 1000 "Loving Her Was Easier" | Evergreen Top 1000 "Loving Her Was Easier" | Evergreen Top 1000 "Loving Her Was Easier" | Evergreen Top 1000 "Loving Her Was Easier" | Evergreen Top 1000 "Loving Her Was Easier" | Evergreen Top 1000 "Loving Her Was Easier" | Evergreen Top 1000 "Loving Her Was Easier" | Evergreen Top 1000 "Loving Her Was Easier" | Evergreen Top 1000 "Loving Her Was Easier" | Evergreen Top 1000 "Loving Her Was Easier" | Evergreen Top 1000 "Loving Her Was Easier" | Evergreen Top 1000 "Loving Her Was Easier" | Evergreen Top 1000 "Loving Her Was Easier" | Evergreen Top 1000 "Loving Her Was Easier" |
| Jaar                                       | 2008                                       | 2009                                       | 2010                                       | 2011                                       | 2012                                       | 2013                                       | 2014                                       | 2015                                       | 2016                                       | 2017                                       | 2018                                       | 2019                                       | 2020                                       | 2021                                       | 2022                                       | 2023                                       |
| ------------------------------------------ | ------------------------------------------ | ------------------------------------------ | ------------------------------------------ | ------------------------------------------ | ------------------------------------------ | ------------------------------------------ | ------------------------------------------ | ------------------------------------------ | ------------------------------------------ | ------------------------------------------ | ------------------------------------------ | ------------------------------------------ | ------------------------------------------ | ------------------------------------------ | ------------------------------------------ | ------------------------------------------ |
| Positie                                    | -                                          | -                                          | -                                          | -                                          | -                                          | -                                          | -                                          | -                                          | 733                                        | 653                                        | 844                                        | 250                                        | 413                                        | 213                                        | 281                                        | 163                                        |

### Singles in de Nederlandse Tipparade
- He-Heel Sneakers: nr. 12, november 1968
- And the Sun Will Shine: nr. 8, december 1969
- Rain / She's a Woman: nr. 8, december 1969
- Marley Purt Drive: nr. 13, juni 1969
- Destiny / SusieQ: nr. 13, juli 1970
- Feliz Navidad: nr. 15, januari 1972
- Angela: nr. 5, september 1976

### Vlaamse Radio 2 Top 30
| Single met hitnotering(en) in de Vlaamse Ultratop 50 | Datum van verschijnen | Datum van binnenkomst | Hoogste positie | Aantal weken | Opmerkingen |
| ---------------------------------------------------- | --------------------- | --------------------- | --------------- | ------------ | ----------- |
| Che sará                                             | 1971                  | 12-06-1971            | 3               | 15           |             |
| Ponte a cantar                                       | 1988                  | 25-06-1988            | 15              | 6            |             |

### NPO Radio 2 Top 2000
| Nummers met noteringen in de NPO Radio 2 Top 2000 | '99  | '00  | '01 | '02  | '03 | '04  | '05  | '06  | '07 | '08  |
| ------------------------------------------------- | ---- | ---- | --- | ---- | --- | ---- | ---- | ---- | --- | ---- |
| Che sarà                                          | -    | 1760 | -   | -    | -   | -    | -    | -    | -   | -    |
| No dogs allowed                                   | 1656 | -    | -   | -    | -   | -    | -    | -    | -   | -    |
| The windmills of your mind                        | 1666 | -    | -   | 1786 | -   | 1682 | 1647 | 1482 | -   | 1946 |

1. ↑  Een '-' betekent dat het nummer niet was genoteerd en een vetgedrukt getal geeft de hoogste notering van een nummer aan.
2. ↑  Deze tabel is bijgewerkt tot en met de laatste editie (2024).

## Discografie
Engelstalig/internationaal

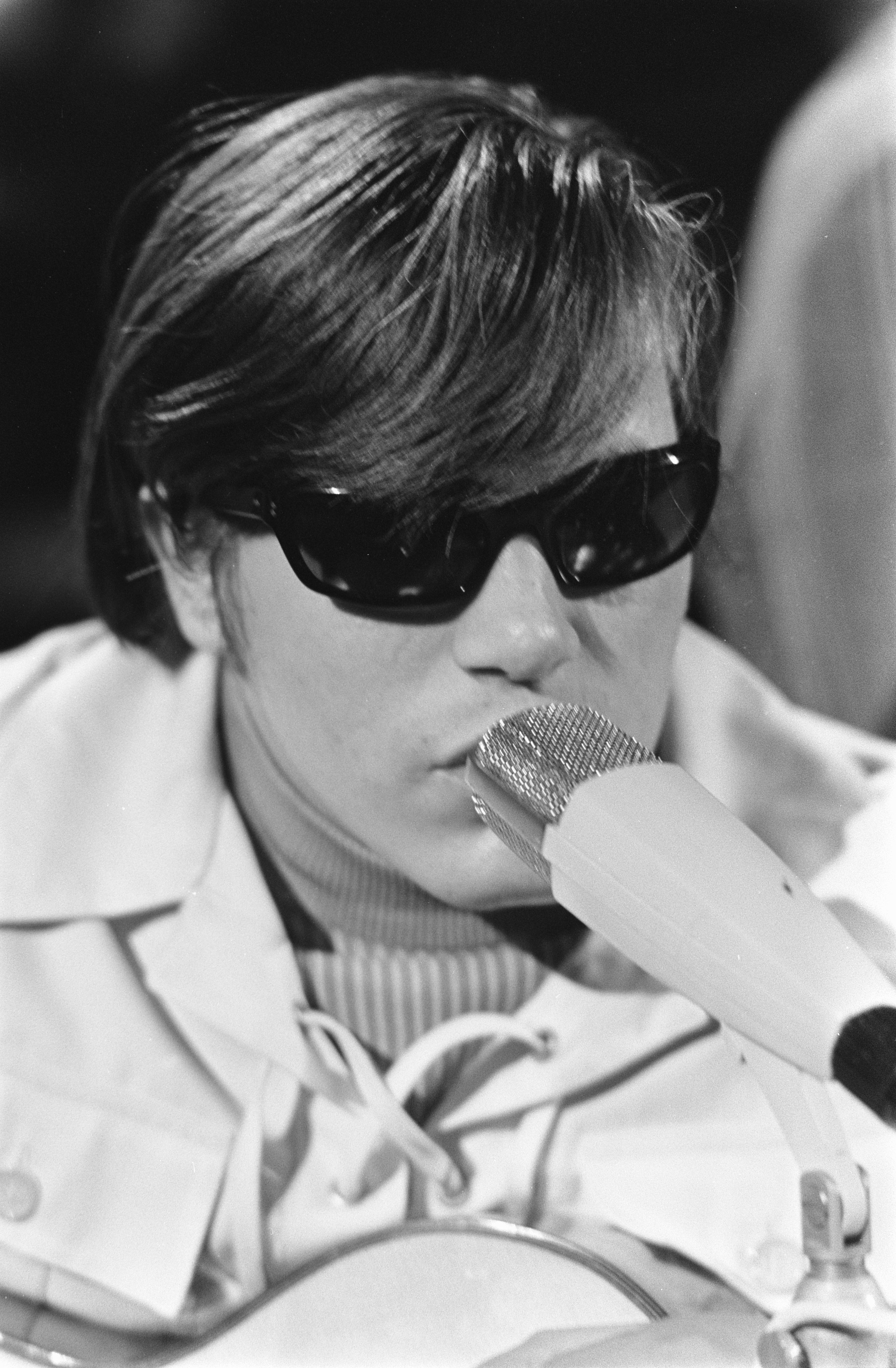
José Feliciano in 1970

- 1964 The Voice and Guitar of Jose Feliciano
- 1965 Fantastic Feliciano
- 1966 A Bag Full of Soul
- 1968 Feliciano!
- 1968 Souled
- 1969 Feliciano - 10 to 23
- 1969 Alive Alive-O!
- 1970 Fireworks
- 1970 Christmas Album
- 1971 Encore!
- 1971 Che Sarà
- 1971 That the Spirit Needs
- 1972 Sings
- 1972 Memphis Menu
- 1973 Compartments
- 1974 For My Love, Mother Music
- 1974 And The Feeling's Good
- 1975 Just Wanna Rock and Roll
- 1976 Angela
- 1977 Sweet Soul Music
- 1981 Jose Feliciano
- 1983 Romance In The Night
- 1989 I'm Never Gonna Change
- 1990 Steppin' Out
- 1996 Present Tense
- 1996 On Second Thought
- 2000 The Season Of your Heart
- 2006 Six String Lady (the instrumental album)
- 2008 Soundtrax of My Life
- 2009 Djangoisms (dedicated to Django Reinhardt)

Spaanstalig
- 1966 El Sentimiento La Voz y la Guitarra
- 1966 La Copa Rota
- 1967 Sombra
- 1967 ¡El Fantástico!
- 1967 Mas Éxitos de José
- 1968 Felicidades Con Lo Mejor de José Feliciano
- 1968 Sin Luz
- 1971 En Mi Soledad - No Llores
- 1971 José Feliciano Dos Cruces
- 1971 José Feliciano January 71
- 1971 José Feliciano Canta Otra
- 1982 Escenas de Amor
- 1983 Me Enamoré
- 1984 Como Tú Quieres
- 1985 Ya Soy Tuyo
- 1986 Te Amaré
- 1987 Tu Inmenso Amor
- 1988 Ponte a cantar
- 1990 Niña
- 1992 Latin Street '92
- 1996 Americano
- 1998 Señor Bolero
- 2001 Señor Bolero 2
- 2003 Guitarra Mía Tribute
- 2005 A México, Con Amor
- 2006 Señor Bachata
- 2008 Con Mexico en el Corazon